# Bektachi

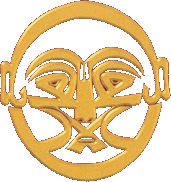
Calligraphie alevie-bektachi : l'amour du genre Humain est l'essence de l'alévisme-bektachisme qui croit en la manifestation du Créateur en l'Homme et donc en l'immortalité de l'Humanité.

Le bektachisme ou bektashisme (en turc : Bektaşilik ; en albanais : Bektashizmi) est un ordre religieux ésotérique (batin), issu de la mouvance soufie de l'islam à l'origine même de nombreux autres ordres batin (voir les ghulat) et considéré comme une branche du chiisme car ses adeptes montrent un intérêt particulier pour l'Imam ʿAlī ibn Abī T̩ālib. Beaucoup de ses rites sont spécifiques au bektachisme.
Haci Bektas Veli, saint homme et mystique philosophe de l'alévisme, est le fondateur éponyme de la confrérie des bektachis qui joua un rôle primordial dans l'islamisation de l’Anatolie et des Balkans.
Selon la Turquie (délégation permanente de la Turquie à l'UNESCO), l'islam alevi bektachi, avec les apports de Haci Bektas Veli, fait preuve d'une modernité précoce : avec les mots du XIIIe siècle, Haci Bektas Veli véhicule des idées qui huit siècles plus tard coïncident avec la Déclaration universelle des droits de l'homme (1948).
Le semah (ou samā‘), cérémonie religieuse des alevis bektachis, est classé au patrimoine culturel immatériel de l'humanité par l'UNESCO.

## Histoire

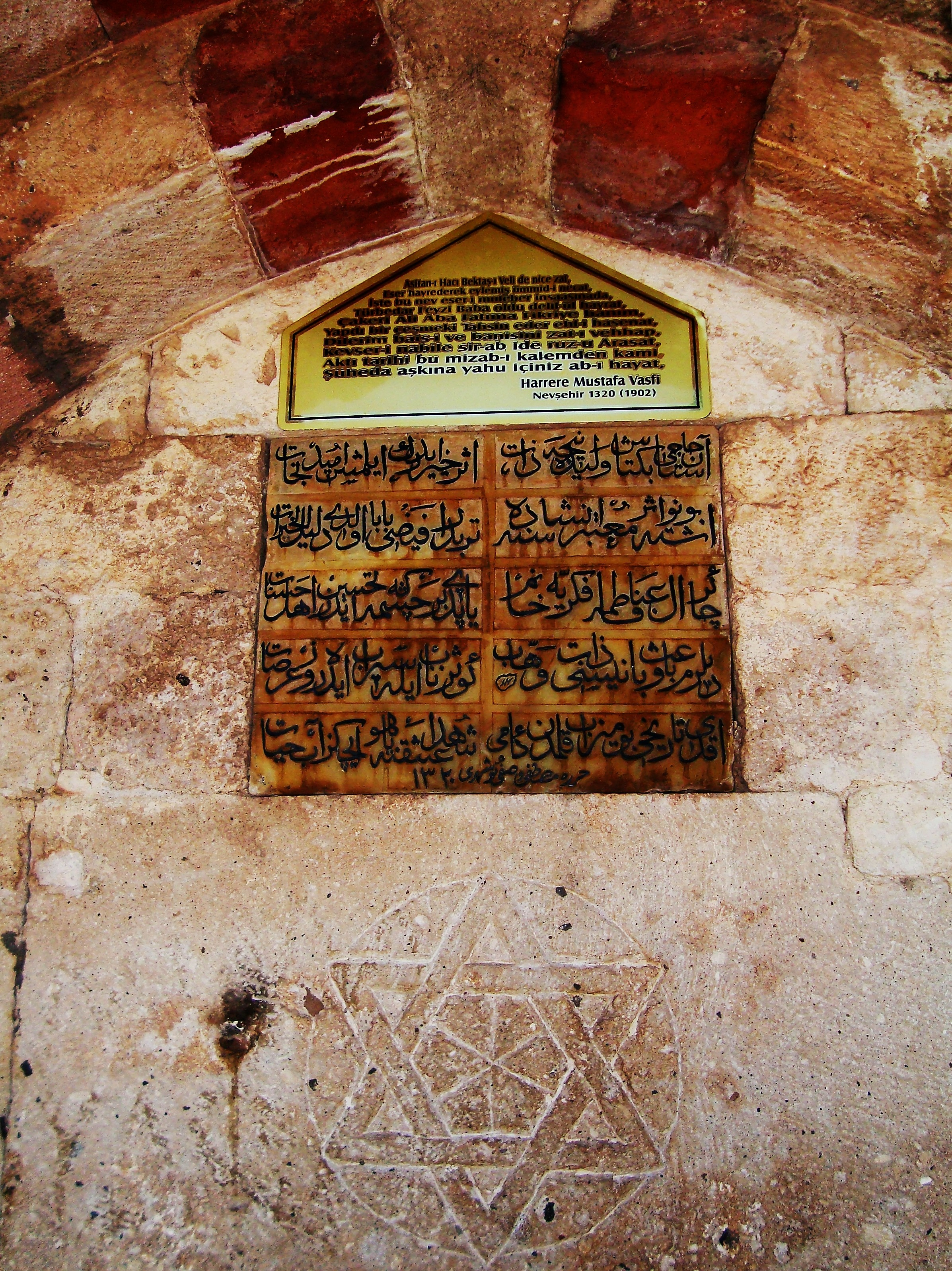
Sceau du prophète Süleyman (Salomon) à la fontaine des « Trois » au tombeau de Haci Bektas Veli. Ce motif est courant dans l'architecture seldjoukide et ottomane. Salomon fait partie des prophètes de l'islam. Dans le Coran, c'est la 27e sourate qui parle le plus de Salomon (Sulayman), prophète et roi, tout comme de son père David (Daoud). Plusieurs sourates font allusion aux épreuves et aux pouvoirs que Dieu lui aurait accordés, pouvoirs qui prennent dans les légendes populaires la forme magique du sceau de Salomon.

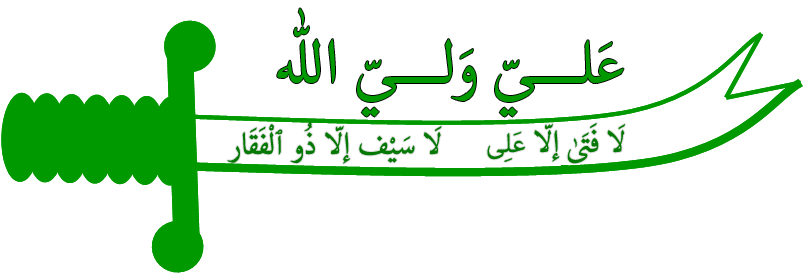
Représentation de Zulfikar, l'épée d'Ali. Pour le prophète Mahomet, « Il n'y a pas de héros comme Ali, Il n'y a pas d'épée comme Zulfikar (lā fatā ʾillā ʿalī, lā saīf ʾillā ḏū-l-fiqār, لا فتى إلا علي لا سيف إلا ذو الفقار) ».

Le mouvement fut fondé au XIIIe siècle par Haci Bektas Veli, puis fut largement influencé dans sa formation au XVe siècle par le hurufisme.
Essentiellement basé en Anatolie, l'ordre fut réorganisé par Balim Sultan au XVIe siècle puis se diffusa fortement dans les élites ottomanes et dans les campagnes.
En 1826, le sultan Mahmoud II ordonne la dissolution de l'ordre des janissaires et la fermeture de tous les Tekkes, lieux de rassemblement des bektachis. Les janissaires sont traqués et exécutés ou exilés, représentant à eux seuls entre 120 000 et 140 000 fidèles.

## Croyances
Les rites bektachis semblent proches du soufisme, dans le sens où il y a une vraie recherche d'un guide spirituel (un « baba »). Chacun des membres de la communauté peut être initié jusqu'à devenir un derviche puis finalement, un « baba ». 
Les bektachis pensent que le Coran doit être lu à deux niveaux : de l'extérieur (zahir, ظاهر) et de l'intérieur (batin, باطن), ce qui laisse la place à une interprétation ésotérique des textes. Cela conduit le fidèle à moins s'attacher à la forme qu'au fond.
Le bektachisme n'a pas de mosquées et a ses propres rites hebdomadaires, dont les femmes ne sont pas exclues. Elles ne sont pas tenues de porter le voile. La prière s'exprime par des poèmes chantés, comme ceux d'Achik Ibreti (1919-1976).

## Place dans l'islam
Le bektachisme et l'alévisme sont très proches en termes de culture et de philosophie et, de nos jours, les Turcs ne font plus vraiment la différence entre les deux mouvements qui sont considérés comme des branches du chiisme. Le bektachisme est d'ailleurs considéré comme une hérésie par les mouvances orthodoxes du sunnisme.
Par ailleurs, l'islam alevi-bektachi, en raison de son aspect ésotérique, est, par essence et de facto, incompatible avec les mouvements politico-religieux de l'islam tels le salafisme ou le wahhabisme qui le considèrent comme hérétique.

## Influence politique

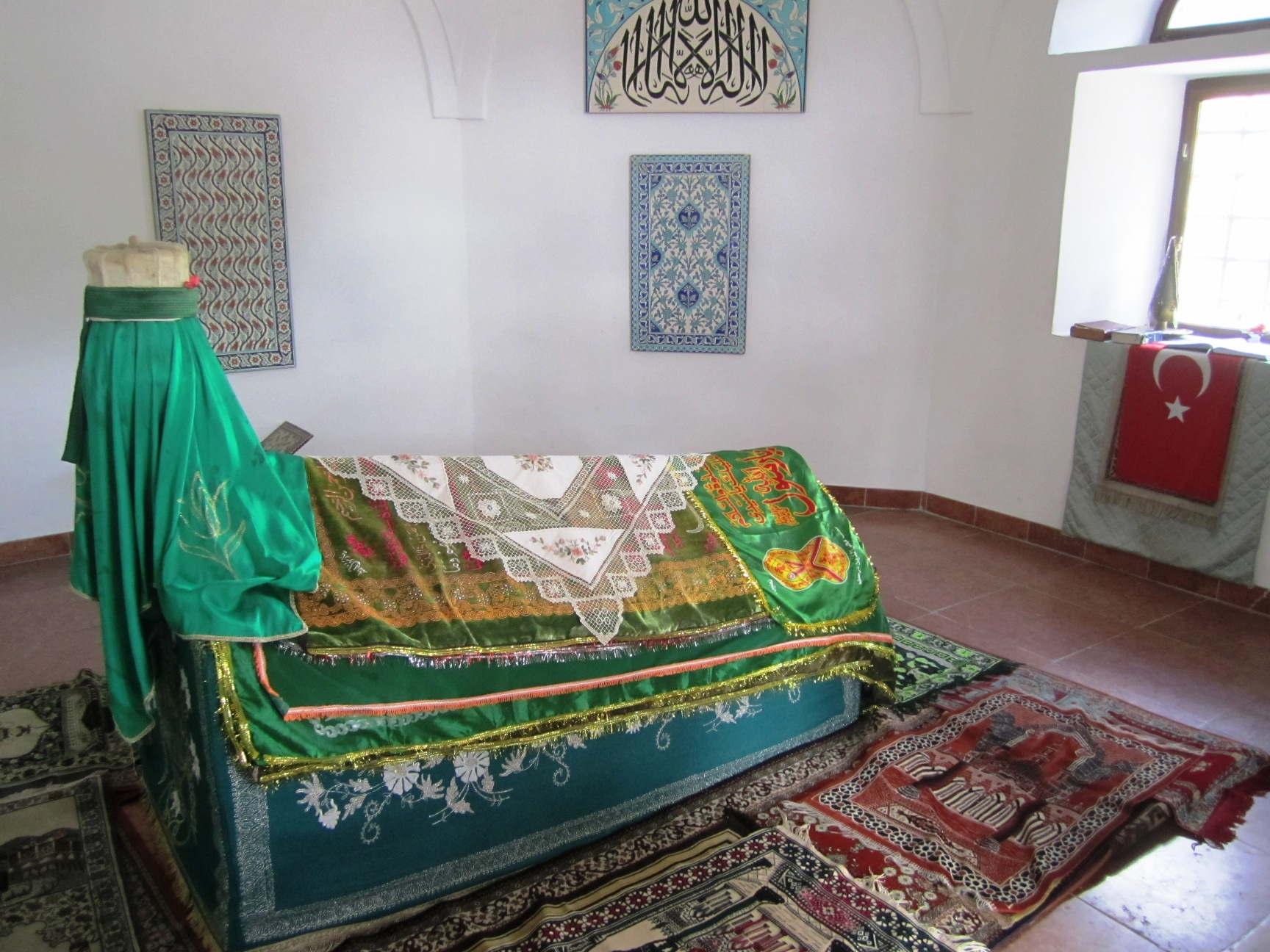
Tombeau de Gül Baba à Budapest en Hongrie.

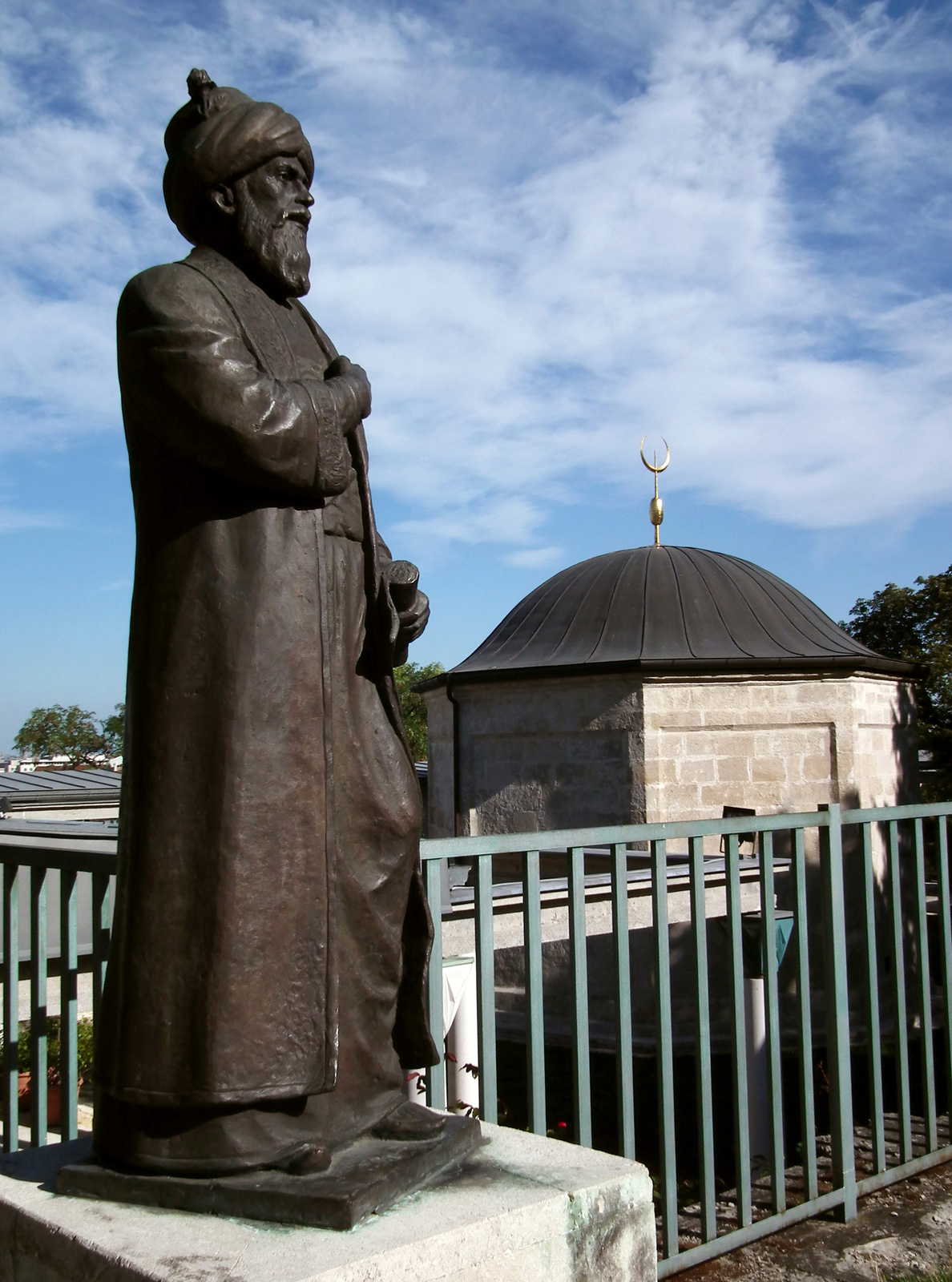
Tombeau de Gül Baba à Budapest en Hongrie.

Sous l'Empire ottoman, la confrérie des bektachis a une influence importante sur la vie spirituelle des Ottomans et de leur élite. Elle joue un rôle dans la création de l'ordre des janissaires, l'infanterie de l'armée ottomane chargée des frontières extérieures. Les janissaires comme les mehter étaient de confession bektachi. 
Le sultanat s’appuie sur le bektachisme pour étendre son aire d'influence en Europe. En atteste la présence à Budapest du tombeau de Gül Baba, derviche bektachi. 
Les bektachis sont à l'origine de l'organisation des métiers du commerce et de l'artisanat au sein de l'Empire Ottoman. Le Ahilik est une organisation permettant de former les apprenants aux métiers de l'artisanat et de leur inculquer un certain nombre de valeurs humaines : la morale, le sens de la justice, de la fraternité et de la solidarité.
Ainsi, les bektachis ont joué un rôle important dans l'expansion militaire, scientifique et culturelle de l'Empire ottoman et dans l'islamisation de l'Anatolie et des Balkans.
Après 1923 et les réformes kémalistes, les instances dirigeantes du mouvement bektachi ont émigré vers l'Albanie, où le siège mondial est installé depuis 1929. 
Aujourd’hui, la Diyanet (présidence des affaires religieuses) turque, organisme d'État dédié aux affaires religieuses, ne reconnaît pas la confession bektachite. Celle-ci n'est donc pas subventionnée par l'État turc et doit assurer un financement autonome, à l'inverse de l'islam sunnite majoritaire et reconnu. Officiellement, les fidèles bektachis représentent entre 10 % et 15 % de la population nationale.

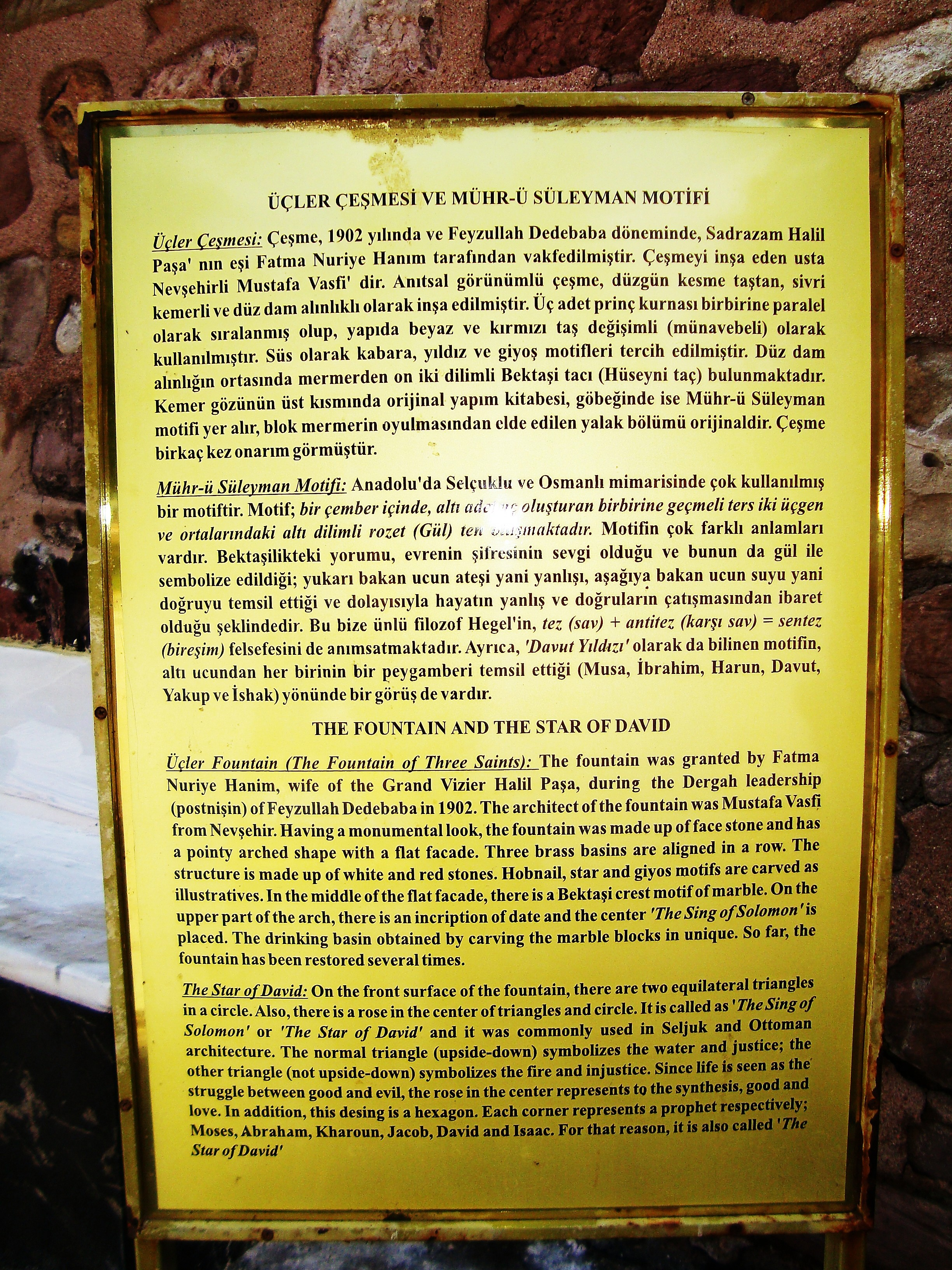
Interprétation du sceau du prophète Süleyman ou Salmon (Salomon) à la fontaine des « Trois ».
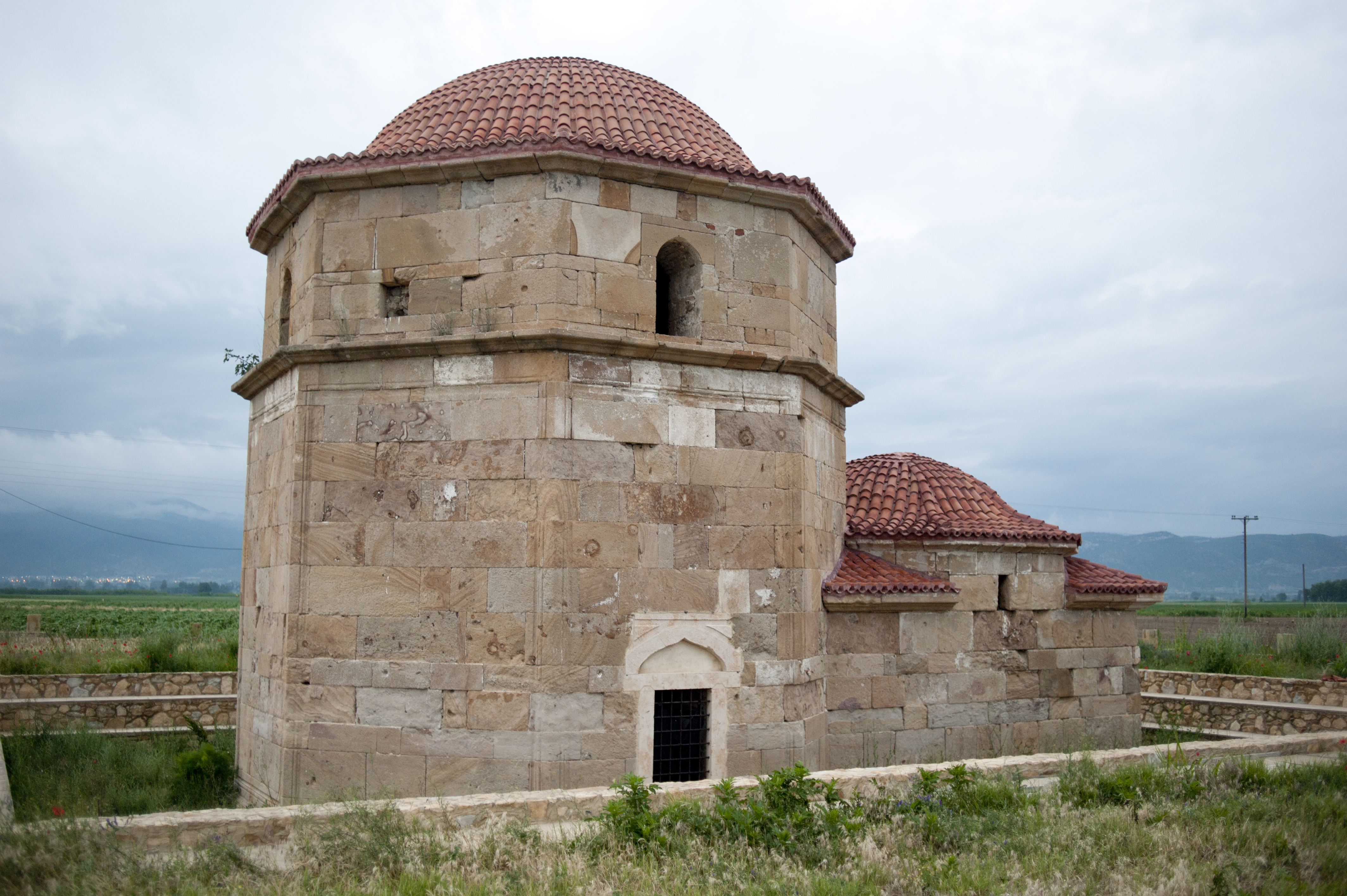
Tekke Kutulu Baba en Thrace, Grèce.
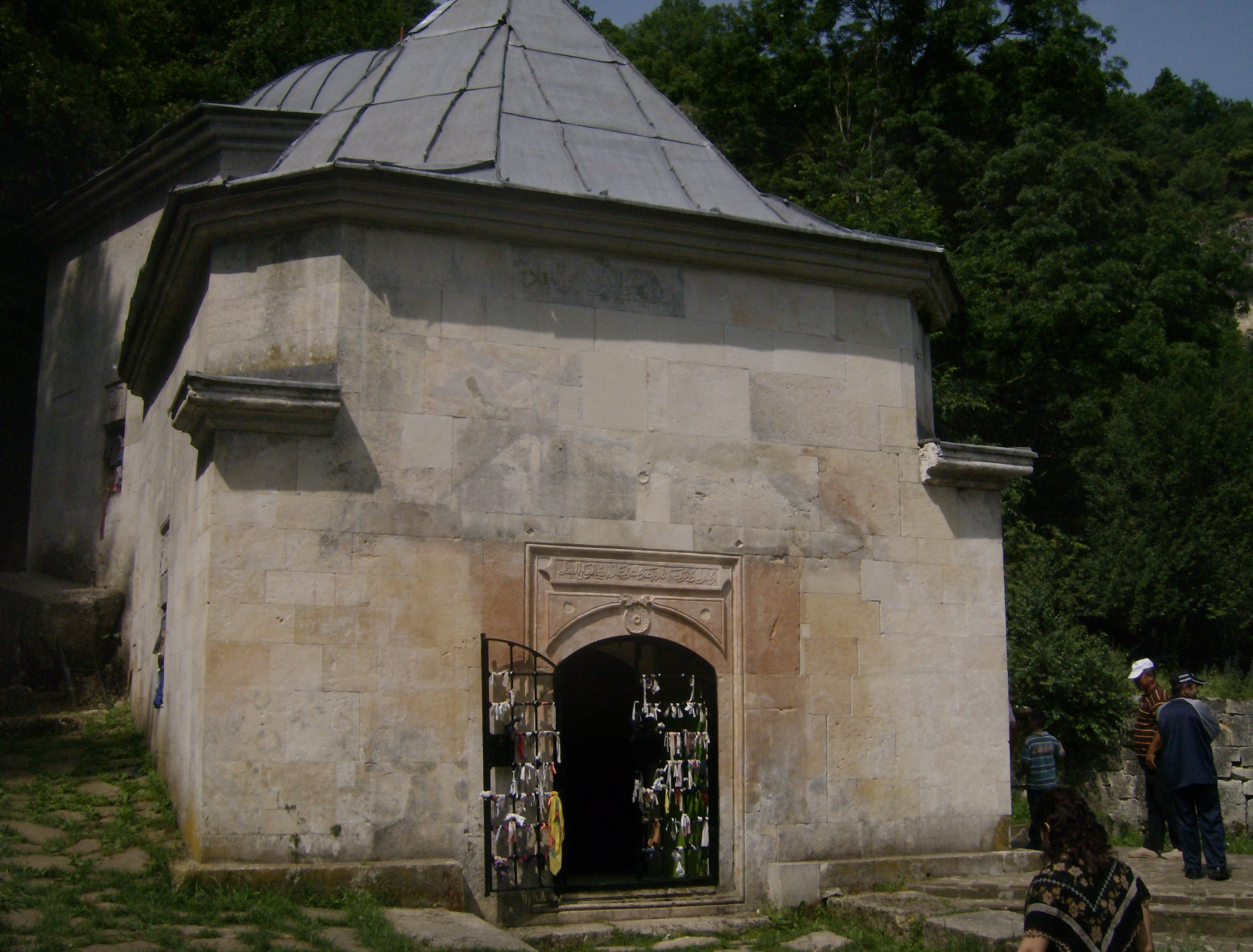
Tekke Demir Baba à Razgrad, Bulgarie.
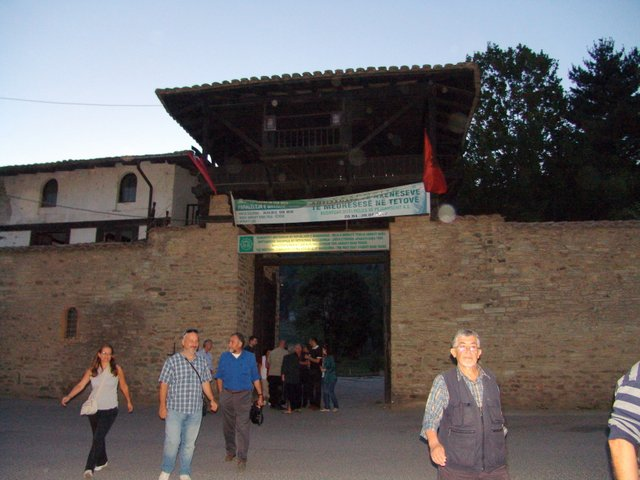
Tekke Harabati Baba à Kalkandelen, Macédoine.
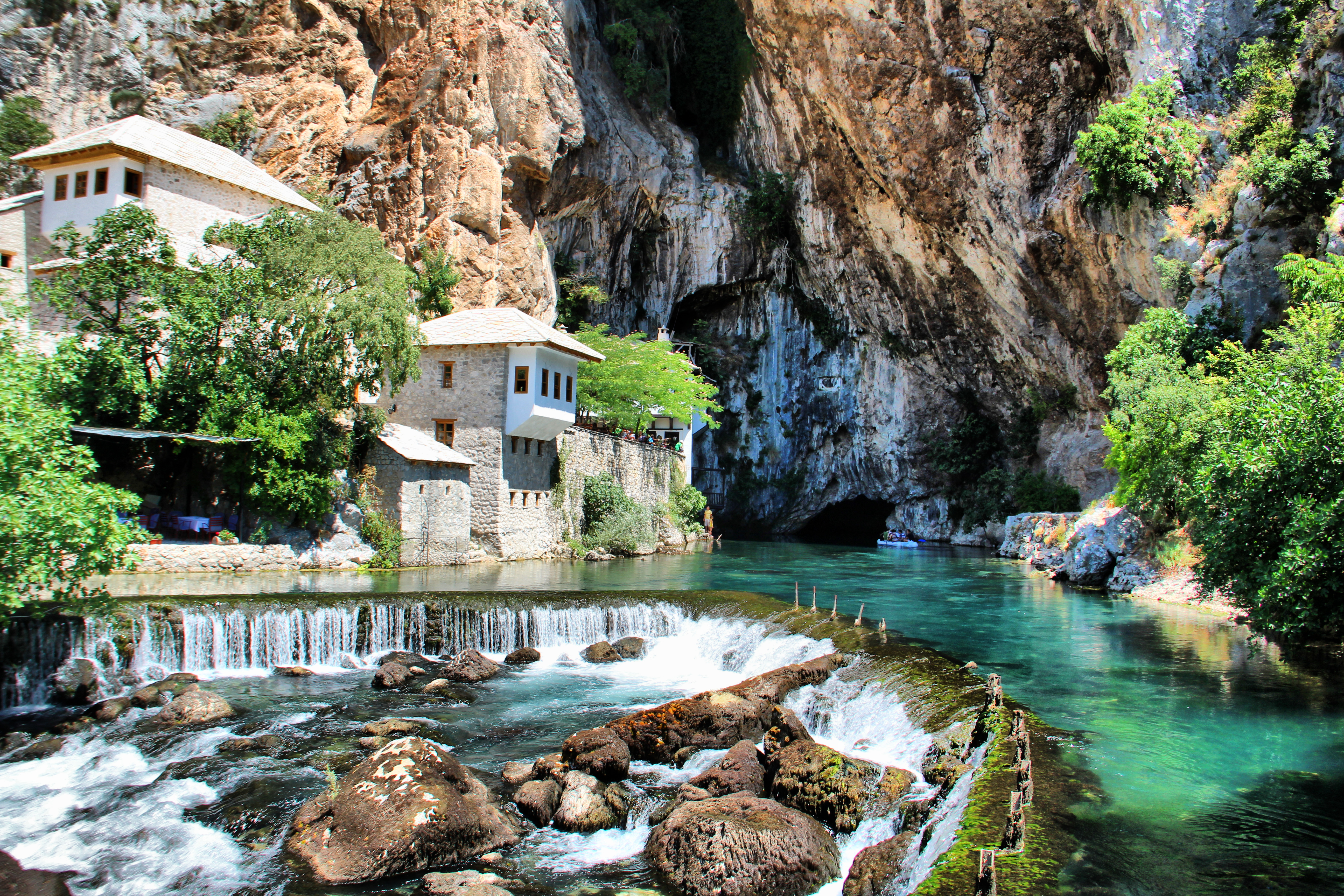
Tekke Sari Saltik (Alperenler Tekkesi) à Blagaj, Bosnie-Herzégovine.

## Littérature[Quoi ?]
- Edib Harabi ou Ahmet Edip (1863-1917)